# Gran Premio del Messico 1988
Il Gran Premio del Messico 1988 fu una gara di Formula 1, disputatasi il 29 maggio 1988 sull'Autodromo Hermanos Rodríguez. Fu la quarta prova del mondiale 1988 e vide la vittoria di Alain Prost su McLaren - Honda, seguito da Ayrton Senna e da Gerhard Berger.

## Qualifiche

### Classifica
| Pos                     | No | Pilota             | Costruttore                    | Tempo    | Distacco |
| ----------------------- | -- | ------------------ | ------------------------------ | -------- | -------- |
| 1                       | 12 | Ayrton Senna       | McLaren - Honda                | 1'17"468 |          |
| 2                       | 11 | Alain Prost        | McLaren - Honda                | 1'18"097 | +0"629   |
| 3                       | 28 | Gerhard Berger     | Ferrari                        | 1'18"620 | +0"652   |
| 4                       | 1  | Nelson Piquet      | Lotus - Honda                  | 1'18"946 | +1"478   |
| 5                       | 27 | Michele Alboreto   | Ferrari                        | 1'19"626 | +2"158   |
| 6                       | 2  | Satoru Nakajima    | Lotus - Honda                  | 1'20"275 | +2"807   |
| 7                       | 18 | Eddie Cheever      | Arrows - Megatron              | 1'20"451 | +2"983   |
| 8                       | 19 | Alessandro Nannini | Benetton - Ford                | 1'20"740 | +3"272   |
| 9                       | 17 | Derek Warwick      | Arrows - Megatron              | 1'20"775 | +3"307   |
| 10                      | 16 | Ivan Capelli       | March - Judd                   | 1'21"952 | +4"484   |
| 11                      | 20 | Thierry Boutsen    | Benetton - Ford                | 1'22"029 | +4"561   |
| 12                      | 22 | Andrea De Cesaris  | Rial - Ford                    | 1'22"245 | +4"777   |
| 13                      | 30 | Philippe Alliot    | Lola Larrousse - Ford          | 1'22"348 | +4"880   |
| 14                      | 5  | Nigel Mansell      | Williams - Judd                | 1'22"363 | +4"895   |
| 15                      | 10 | Bernd Schneider    | Zakspeed                       | 1'22"642 | +5"174   |
| 16                      | 15 | Maurício Gugelmin  | March - Judd                   | 1'22"801 | +5"333   |
| 17                      | 6  | Riccardo Patrese   | Williams - Judd                | 1'22"972 | +5"504   |
| 18                      | 9  | Piercarlo Ghinzani | Zakspeed                       | 1'23"078 | +5"610   |
| 19                      | 14 | Philippe Streiff   | AGS - Ford                     | 1'23"191 | +5"723   |
| 20                      | 25 | René Arnoux        | Ligier - Judd                  | 1'23"287 | +5"819   |
| 21                      | 31 | Gabriele Tarquini  | Coloni - Ford                  | 1'23"603 | +6"135   |
| 22                      | 29 | Yannick Dalmas     | Lola Larrousse - Ford          | 1'23"606 | +6"138   |
| 23                      | 36 | Alex Caffi         | Dallara Scuderia Italia - Ford | 1'23"716 | +6"248   |
| 24                      | 26 | Stefan Johansson   | Ligier - Judd                  | 1'23"721 | +6'253   |
| 25                      | 24 | Luis Pérez-Sala    | Minardi - Ford                 | 1'23"857 | +6"389   |
| 26                      | 32 | Oscar Larrauri     | EuroBrun - Ford                | 1'24"031 | +6"564   |
| Vetture non qualificate |    |                    |                                |          |          |
| NQ                      | 3  | Jonathan Palmer    | Tyrrell - Ford                 | 1'24"390 | +6"922   |
| NQ                      | 21 | Nicola Larini      | Osella - Alfa Romeo            | 1'24"405 | +6"937   |
| NQ                      | 4  | Julian Bailey      | Tyrrell - Ford                 | 1'25"231 | +7"763   |
| NQ                      | 23 | Adrián Campos      | Minardi - Ford                 | 1'26"058 | +8"590   |

## Gara
Al via Prost prese la testa della corsa, mentre Senna fu sopravanzato anche da Piquet; nonostante il brasiliano riuscisse quasi immediatamente a superare il connazionale pilota della Lotus, la lotta per la vittoria era già decisa. Piquet fu poi sorpassato anche da Berger, mantenendo il quarto posto fino a poche tornate dal termine, quando fu costretto al ritiro per un guasto al motore. A punti chiusero così Alboreto, Warwick e Cheever.

### Classifica
| Pos | N. | Pilota             | Costruttore/Motore             | Giri | Tempo/Ritiro                        | Griglia | Punti |
| --- | -- | ------------------ | ------------------------------ | ---- | ----------------------------------- | ------- | ----- |
| 1   | 11 | Alain Prost        | McLaren - Honda                | 67   | 1h30'15"737                         | 2       | 9     |
| 2   | 12 | Ayrton Senna       | McLaren - Honda                | 67   | + 7"104                             | 1       | 6     |
| 3   | 28 | Gerhard Berger     | Ferrari                        | 67   | + 57"314                            | 3       | 4     |
| 4   | 27 | Michele Alboreto   | Ferrari                        | 66   | + 1 giro                            | 5       | 3     |
| 5   | 17 | Derek Warwick      | Arrows - Megatron              | 66   | + 1 giro                            | 9       | 2     |
| 6   | 18 | Eddie Cheever      | Arrows - Megatron              | 66   | + 1 giro                            | 7       | 1     |
| 7   | 19 | Alessandro Nannini | Benetton - Ford                | 65   | + 2 giri                            | 8       |       |
| 8   | 20 | Thierry Boutsen    | Benetton - Ford                | 64   | + 3 giri                            | 11      |       |
| 9   | 29 | Yannick Dalmas     | Lola Larrousse - Ford          | 64   | + 3 giri                            | 22      |       |
| 10  | 26 | Stefan Johansson   | Ligier - Judd                  | 63   | + 4 giri                            | 24      |       |
| 11  | 24 | Luis Pérez-Sala    | Minardi - Ford                 | 63   | + 4 giri                            | 25      |       |
| 12  | 14 | Philippe Streiff   | AGS - Ford                     | 63   | + 4 giri                            | 19      |       |
| 13  | 32 | Oscar Larrauri     | EuroBrun - Ford                | 63   | + 4 giri                            | 26      |       |
| 14  | 31 | Gabriele Tarquini  | Coloni - Ford                  | 62   | + 5 giri                            | 21      |       |
| 15  | 9  | Piercarlo Ghinzani | Zakspeed                       | 61   | + 6 giri                            | 18      |       |
| 16  | 16 | Ivan Capelli       | March - Judd                   | 61   | + 6 giri                            | 10      |       |
| Rit | 1  | Nelson Piquet      | Lotus - Honda                  | 58   | Motore                              | 4       |       |
| Rit | 22 | Andrea De Cesaris  | Rial - Ford                    | 52   | Cambio                              | 12      |       |
| Rit | 2  | Satoru Nakajima    | Lotus - Honda                  | 27   | Motore                              | 6       |       |
| Rit | 5  | Nigel Mansell      | Williams - Judd                | 20   | Motore                              | 14      |       |
| Rit | 10 | Bernd Schneider    | Zakspeed                       | 16   | Motore                              | 15      |       |
| Rit | 6  | Riccardo Patrese   | Williams - Judd                | 16   | Motore                              | 17      |       |
| Rit | 25 | René Arnoux        | Ligier - Judd                  | 13   | Incidente                           | 20      |       |
| Rit | 36 | Alex Caffi         | Dallara Scuderia Italia - Ford | 13   | Freni                               | 23      |       |
| Rit | 15 | Maurício Gugelmin  | March - Judd                   | 10   | Problemi elettrici                  | 16      |       |
| Rit | 30 | Philippe Alliot    | Lola Larrousse - Ford          | 0    | Problema alle sospensioni anteriori | 13      |       |
| NQ  | 23 | Adrián Campos      | Minardi - Ford                 |      |                                     |         |       |
| NQ  | 3  | Jonathan Palmer    | Tyrrell - Ford                 |      |                                     |         |       |
| NQ  | 21 | Nicola Larini      | Osella – Alfa Romeo            |      |                                     |         |       |
| NQ  | 4  | Julian Bailey      | Tyrrell - Ford                 |      |                                     |         |       |
| ES  | 33 | Stefano Modena     | EuroBrun - Ford                |      | Escluso                             |         |       |

## Classifiche

### Piloti
| Pos. | Pilota             | Punti |
| ---- | ------------------ | ----- |
| 1    | Alain Prost        | 33    |
| 2    | Gerhard Berger     | 18    |
| 3    | Ayrton Senna       | 15    |
| 4    | Michele Alboreto   | 9     |
| 5    | Nelson Piquet      | 8     |
| 6    | Derek Warwick      | 8     |
| 7    | Thierry Boutsen    | 3     |
| 8    | Jonathan Palmer    | 2     |
| 9    | Satoru Nakajima    | 1     |
| 10   | Alessandro Nannini | 1     |
| 11   | Riccardo Patrese   | 1     |
| 12   | Eddie Cheever      | 1     |

### Costruttori
| Pos. | Team              | Punti |
| ---- | ----------------- | ----- |
| 1    | McLaren - Honda   | 48    |
| 2    | Ferrari           | 27    |
| 3    | Lotus - Honda     | 9     |
| 4    | Arrows - Megatron | 9     |
| 5    | Benetton - Ford   | 4     |
| 6    | Tyrrell - Ford    | 2     |
| 7    | Williams - Judd   | 1     |

## Fonti
- Sito di The Official Formula 1, su formula1.com. URL consultato il 9 giugno 2009.
- (EN) Grand Prix Results: Mexican GP, 1988, su grandprix.com. URL consultato il 17 dicembre 2009.
- (EN) 1988 Grand Prix of Mexico, su silhouet.com, Teamdan.org. URL consultato il 17 dicembre 2009.